# Командное чемпионство мира (WWE)
Командное чемпионство мира (англ. World Tag Team Championship) — командное чемпионство в реслинге, оригинальный командный титул в World Wrestling Entertainment (WWE) и третье командное чемпионство в истории этого промоушна. Существовало с 1971 по 2010 год.
Первоначально он был учрежден 3 июня 1971 года в World Wide Wrestling Federation (WWWF) (переименованной в World Wrestling Federation в 1979 году) и служил единственным командным титулом в промоушене до тех пор, пока World Wrestling Federation (WWF) не купила World Championship Wrestling (WCW) в марте 2001 года, которая имела свой командный чемпионат. В ноябре 2001 года оба титула были объединены, чемпионство WCW был упразднено, а командное чемпионство WWF продолжено.
В 2002 году компания была переименована в WWE. После разделения брендов WWE, когда рестлеры и титулы стали эксклюзивными для бренда WWE, командное чемпионство мира стал эксклюзивным для бренда Raw, а командное чемпионство WWE было учреждено для бренда SmackDown. Оба титула были объединены в 2009 году в объединённое командное чемпионство WWE, но оставались независимыми, пока в 2010 году командное чемпионство мира не было закрыто в пользу нового чемпионства.
Первыми чемпионами стала команда Люка Грэма и Тарзана Тайлера, а последними — «Династия Хартов».

## История
Когда в 1963 году была создана World Wide Wrestling Federation (WWWF), её первым командным чемпионатом стал титул командных чемпионов Соединённых Штатов WWWF, который изначально был титулом NWA, учрежденным в 1958 году и использовавшимся предшественником WWWF — Capitol Wrestling Corporation. После того, как в 1967 году чемпион мира в тяжелом весе WWWF Бруно Саммартино и его партнер по команде Спирос Арион завоевали эти титулы, командное чемпионство Соединённых Штатов WWWF было заброшено и закрыто, поскольку Саммартино был чемпионом мира. Два года спустя «Восходящие солнца» (Тору Танака и Мицу Аракава) пришли в WWWF с титулом международных командных чемпионов WWWF, который, по их словам, они выиграли на турнире в Токио в июне того же года. Он оставался титулом WWWF до 1971 года, когда «Восходящие солнца» покинули WWWF и забрали титулы с собой.
В 1971 году WWWF учредила своё собственное оригинальное командное чемпионство мира WWWF. После введения этого титула 3 июня Люк Грэм и Тарзан Тайлер стали первыми чемпионами.